# Bombardement du centre de soins de MSF à Kondôz
Pour les articles homonymes, voir Bombardement de Kunduz.
Le bombardement du centre de soins de Médecins sans frontières à Kondôz en Afghanistan, dans la nuit du 2 au 3 octobre 2015, est une opération militaire effectuée par un avion AC-130 de l'US Air Force. Au moment de l'attaque, près de 200 patients et employés étaient présents dans l'hôpital.
Le bilan humain s’élève à 30 morts, dont 13 personnels MSF et 10 patients, parmi lesquels trois enfants,. Sept corps méconnaissables ont été retrouvés dans les ruines et n’ont pas pu être identifiés.
Le motif de ce qui pourrait être un crime de guerre, serait, selon le porte-parole des forces américaines en Afghanistan, la présence de talibans à côté de l'hôpital ; cette version est réfutée par le directeur des opérations de MSF, qui parle d'« impacts [...] très ciblés, toujours sur le même bâtiment ».
Le haut commandant de l’armée américaine et des Forces internationales d'assistance et de sécurité en Afghanistan, le général John F. Campbell, a déclaré que les autorités militaires afghanes terrestres avaient demandé un appui aérien des forces américaines[réf. nécessaire].
Le jeudi 15 octobre, un véhicule blindé de l’armée américaine est entrée de force dans l'enceinte de l’hôpital, défonçant son portail. Cette nouvelle manifestation de violence a endommagé le complexe et peut avoir détruit de possibles preuves des responsables du bombardement. La présence imprévue de son directeur Guilhem Molinie a amené les militaires américains à déposer leurs armes avant de pénétrer dans le centre des soins.
Considérant que le Pentagone n'a jusqu'ici fourni que des explications contradictoires, MSF a demandé une enquête internationale indépendante, et a ouvert une pétition adressant cette demande au Président des États-Unis Barack Obama.